# Anisota manitobensis
Anisota manitobensis är en fjärilsart som beskrevs av Mcdunnough 1921. Anisota manitobensis ingår i släktet Anisota och familjen påfågelsspinnare. Inga underarter finns listade i Catalogue of Life.